# Agatha (film)
Agatha je filmové drama Michaela Apteda z roku 1979 s Vanessou Redgraveovou, Dustinem Hoffmanem a Timothy Daltonem v hlavních rolích. Vypráví o známé spisovatelce detektivních románů Agatě Christie a jejím stále nevyřešeném zmizení na dvanáct dní v roce 1926.

## Děj
Agathu (Vanessa Redgrave) seznámí její manžel Archie Christie (Timothy Dalton) s tím, že má milostný poměr a žádá ji o rozvod. Agatha ale s rozvodem nesouhlasí a zmizí. To vyvolá ohlas ve společnosti a je po ní zahájeno policejní pátrání, které ale Archie nabourává, neboť je přesvědčen, že se jeho ženě nic nestalo. Ta zatím dojede do hotelu Harrogate, kde se zapíše pod jménem milenky svého manžela, navštěvuje lázně a plánuje pomstu. Zde ji ale vysleduje americký novinář Wally Stanton (Dustin Hoffman), který je do ní zamilovaný, a na poslední chvíli zmaří její plán – zachrání ji před sebevraždou v elektrickém křesle, které je se slabým proudem v lázních využívané k léčebným kúrám.